# Trasporti in eSwatini
Questa voce raccoglie le principali tipologie di trasporti in eSwatini.

## Trasporti su rotaia

### Rete ferroviaria
In totale: 301 km di linee ferroviarie (dati 2002).
- scartamento ridotto (1067 mm): 301 km

### Reti metropolitane
Tale nazione non dispone di sistemi di metropolitana.

### Reti tranviarie
Anche il servizio tranviario è assente.

## Trasporti su strada

### Rete stradale
Strade pubbliche: in totale 3.800 km (dati 2002)
- asfaltate: 1.064 km
- bianche: 2.736 km.

### Reti filoviarie
Attualmente in eSwatini non esistono filobus. 

### Autolinee
Nella capitale, Mbabane, ed in poche altre zone abitate dell'eSwatini, operano aziende pubbliche e private che gestiscono i trasporti urbani, suburbani ed interurbani esercitati con autobus.

## Porti e scali
nessuno.

## Trasporti aerei

### Aeroporti
In totale: 18 (dati 2002)
a) con piste di rullaggio pavimentate: 1
- oltre 3047 m: 0
- da 2438 a 3047 m: 1
- da 1524 a 2437 m: 0
- da 914 a 1523 m: 0
- sotto 914 m: 0

b) con piste di rullaggio non pavimentate: 17
- oltre 3047 m: 0
- da 2438 a 3047 m: 0
- da 1524 a 2437 m: 0
- da 914 a 1523 m: 7
- sotto 914 m: 10.